# Granite Falls, Minnesota
Granite Falls là một thành phố thuộc quận Yellow Medicine, tiểu bang Minnesota, Hoa Kỳ. Năm 2010, dân số của thành phố này là 2897 người.

## Dân số
- Dân số năm 2000: 3070 người.
- Dân số năm 2010: 2897 người.